# Diocèse de Kibungo

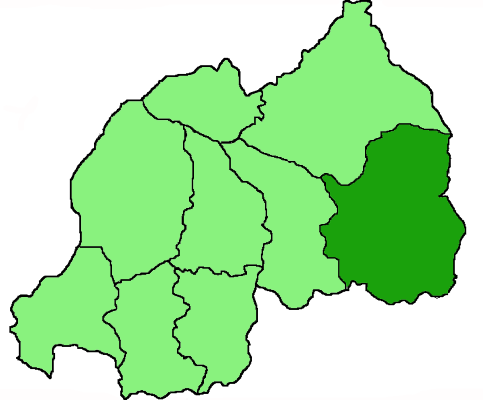
Territoire du diocèse au Rwanda

Le diocèse de Kibungo (en latin : Dioecesis Kibungensis) a été érigé canoniquement le 5 septembre 1968, par détachement de l'archidiocèse de Kabgayi. Il est suffragant de l'archidiocèse de Kigali. Il constitue l'une des juridictions de l'Église catholique romaine au Rwanda. Il comptait 398 700 baptisés sur 935 809 habitants en 2004.

## Territoire
Il est centré sur la ville de Kibungo, et recouvre une superficie de 5,834 km2. Il est subdivisé en 15 paroisses.

## Liste des évêques
- Joseph Sibomana : du 5 septembre 1968 au 30 mars 1992
- Frédéric Rubwejanga : du 30 mars 1992 au 28 août 2007
- Kizito Bahujimihigo : du 28 août 2007 au 29 janvier 2010
  - siège vacant du 29 janvier 2010 au 7 mai 2013
- Antoine Kambanda : du 7 mai 2013[1] au 19 novembre 2018
- Jean-Marie Vianney Twagirayezu depuis le 20 février 2023